# عقرب (نجم)
أنور الإكليل أو بيتا العقرب (بالإنجليزية: Beta Scorpii) اسمه التقليدي Acrab مشتق من الاسم العربي وهو نظام نجمي في كوكبة العقرب.
يمكن ملاحظته بواسطة مِرصَد صغير أنه مؤلف من نجم مزدوج. ويفصل بين النجمين 14 ثانية قوسية وكلاهما ينتميان إلى الفئة الطيفية B ويبلغ حجمهما على الأقل 10 أضعاف حجم الشمس. وسيكون لديهما حياة قصيرة ويعتقد أن كلاهما سينتهي بانفجار مستعر أعظم وفق تطور النجوم.
العقرب 1 هو ألمع النجمين وهو يملك شريك آخر يفصله عنه 0.5 ثانية قوسية. ويعتقد أن مجموع النجوم في هذا النظام يبلغ 5 نجوم